# 불균등화 반응
불균등화 반응(不均等化反應, 영어: disproportionation) 또는 불균화 반응(不均化反應)에는 두 종류가 있다.
- 2A → A' + A" 와 같은 형태로 일어나는 반응. 여기서 A, A', A"는 모두 다른 화학 물질이다. 이 중 대부분이 산화·환원 반응이지만, 2H2O → H3O+ + OH-처럼 산화·환원 반응이 아닌 것도 있다.

- 한 물질이 동시에 산화되고 환원되어 각각 다른 생성물을 만드는 반응.

이와 같은 반응이 역으로 일어나는 경우에는 역불균등화 반응(en:comproportionation)이라고 한다.

## 역사
처음으로 자세한 연구가 이루어진 불균등화 반응은 다음과 같다.
2 Sn2+ → Sn + Sn4+
이 반응은 1788년, 핀란드의 화학자 요한 가돌린이 주석산염을 사용하여 확인한 것이다. 스웨덴어 버전의 자료에서는 이 반응을 'söndring'이라 칭했다. (K. Sv. Vet. Acad. Handl. 1788, 186-197; Crells chem. Annalen 1790, I, 260-273

## 불균등화 반응의 예
- 염소 가스는 묽은 수산화나트륨과 반응하여 염화나트륨, 염소산나트륨, 물을 생성한다. 이 반응의 반응식은 다음과 같다.[2]

3Cl2 + 6OH− → 5Cl− + ClO3− + 3H2O
반응물에서 염소 원자의 산화수는 0이다. 생성물 중 Cl−의 산화수는 -1이며, 산화수가 감소했으므로 환원되었다. 반면에 염소산나트륨의 산화수는 +5로, 산화수가 증가하였다. 즉, 산화되었다.
- 과산화수소는 불균등화 반응을 통해 물과 산소로 분해된다. 이 반응은 카탈라아제 효소에 의해 촉진된다.

2H2O2 → 2H2O + O2
- Boudouard 반응은 HiPco공정에서 탄소 나노튜브를 생산할 때 사용하는 불균등화 반응이다. 고압의 일산화탄소에 촉매를 첨가하면 다음과 같은 불균등화 반응이 일어난다.

2CO → C + CO2

## 같이 보기
- 불균등화 효소(영어판)